# Sucesión de Alejandro Magno
La sucesión de Alejandro Magno, muerto en Babilonia en el 323 a. C. sin heredero en edad de reinar, fue la causa de las guerras de los diádocos (322 al 281 a. C.) Inicialmente Filipo III, su hermanastro, y Alejandro IV, su hijo póstumo, son declarados reyes de Macedonia, con Crátero y luego Antípatro de tutores. Sus reinados, que resultan ficticios, terminan siendo de corta duración. Filipo III fue asesinado en 317 a. C. por orden de Olimpia y Casandro decretó la muerte de Alejandro IV en 310 a. C.

## El «legado» de Alejandro

El imperio de Alejandro Magno.

Según Plutarco, cuando Alejandro, muriéndose, recibe la pregunta de Pérdicas: «¿A quién pretendes legar el imperio?», habría dado esta respuesta: «Al más digno (aristos)». La escena —real o no— deja en cualquier caso prever los problemas a los que se van a enfrentar sus generales. Según los autores de la Vulgata de Alejandro Magno, Pérdicas, segunda personalidad del imperio tras la muerte de Hefestión, había recibido el anillo real de manos de Alejandro, lo que explica, a su modo de ver, que obtuviera el título de quiliarca del imperio y señalan su ambición real queriendo desposar a Cleopatra de Macedonia, la hermana de Alejandro.

## La descendencia de Alejandro
Según el Epítome de Metz, Alejandro habría tenido no uno sino dos hijos de Roxana. Se dice del primero que habría muerto a corta edad. El segundo, que nació poco después de la muerte de Alejandro, es Alejandro Aego, conocido bajo el nombre de Alejandro IV de Macedonia, fue asesinado por orden de Casandro de Macedonia en el 310a.C.
Alejandro tuvo un hijo ilegítimo, Heracles de Macedonia, nacido de Barsine, una princesa persa. A la muerte de Alejandro, Nearco habría intentado en vano colocar a Heracles sobre el trono. Murió con su madre en 309 a. C. por orden de Poliperconte, que pretendía con esta ejecución congraciarse con Casandro.

## La división de Babilonia
La muerte de Alejandro, aún sin descendencia, sumió al ejército macedonio en graves disturbios. El Consejo de Somatophylakes (‘guardaespaldas’) y Philoi (‘amigos [del rey]’) decide en efecto reservar los derechos del niño por nacer de Roxana, el futuro Alejandro IV, y tomar juramento a los profesores provisionales, Pérdicas y Leonato. Los soldados de infantería de la falange se habrían puesto entonces de parte del hermanastro de Alejandro, Arrideo, hijo de Filipo II y de la tesalia Filina, después de que el Consejo eligiese, sin consultarlos, al niño nonato de Roxana.
Se produjo pues una rápida decisión entre los falangistas y los Hetairoi, fieles a las decisiones del Consejo. Pérdicas y Leonato envían entonces ante los soldados de infantería a una delegación encabezada por Meleagro, jefe de un batallón (taxis) de la falange, pero este se pone de parte de la infantería y la empuja a entrar en conflicto con Pérdicas. Los Hetairoi y los Philoi dejan entonces Babilonia e inician el bloqueo. Eumenes de Cardia, que permanece dentro de la ciudad, logra una reconciliación alegando la neutralidad inherente a su estatus de no macedonio. El acuerdo, por otra parte mal conocido, le reconoce como rey de Macedonia y Asia, tomando desde entonces el nombre de Filipo III. Se preservan los derechos del hijo póstumo de Alejandro, que a su nacimiento se declara rey bajo el nombre de Alejandro IV.

## El reparto de poderes
Ninguno de los dos reyes es capaz de asumir las obligaciones del trono, por lo que el Consejo de Babilonia organiza una distribución de los puestos. Pérdicas pasa a ser quiliarca y épimélète (‘gobernador’ o ‘protector’) del reino. Crátero es designado prostatès (‘tutor’) de Filipo III, epiléptico y considerado retrasado mental. En cuanto a Antípatro, es confirmado en sus funciones de regente de Macedonia con el título de «estratega de Europa», incluso aunque Alejandro previó sustituirlo por Crátero. Se coloca al hijo Casandro, llegado a Babilonia poco antes de la muerte del rey, a la cabeza del batallón de élite de los hipaspistas. Por su parte Seleuco recibe el título de hiparco, comandante de caballería de los Hetairoi (cargo prestigioso que ejercieron antes que él Hefestión y Pérdicas).
La elección de Pérdicas como quiliarca es apenas sorprendente, pues ya ejercía este cargo para Alejandro, aunque sin el título, y es a él a quien el rey en su agonía había confiado el anillo real, cuyo sello autentificaba los actos de soberanía. Pérdicas se convierte esta vez oficialmente en quiliarca pero la tutela de los reyes, que se confía a Crátero, se le escapa. Con el fin de exhibir su nueva autoridad, Pérdicas hace ejecutar rápidamente a Meleagro junto a una treintena de insurrectos de la falange.

## La división de las satrapías
El Consejo de Babilonia se traduce también en una extensa renovación de las cabezas de las satrapías. Las principales designaciones fueron:
- Ptolomeo recibe Egipto;
- Antígono se confirma a la cabeza de Frigia, que controlaba desde 333 a. C., y obtiene además Licia y el Panfilia;
- Lisímaco recibe Tracia;
- Leonato recibe la Frigia Helespóntica;
- Pitón recibe Media;
- Peceustas recibe la Pérsida;
- Asandro recibe Caria;
- Atropates conserva la media Atropatene;
- Eumenes de Cardia recibe Capadocia y Paflagonia a condición de conquistarlas.

Para Pérdicas, iniciador de esta distribución de conformidad con el quiliarca, lo que prima es la protección de las conquistas de Alejandro. Se impone pues la designación de oficiales prestigiosos en las provincias de un imperio aún frágil. Pérdicas tampoco ve con desagrado el alejamiento de algunos rivales en potencia, aún más desconfiados desde la ejecución de Meleagro. Descartarlos presenta riesgos a largo plazo pero permite por ahora a Pérdicas consolidar su poder.

## La primera guerra de sucesión
Una primera coalición enfrenta en el 322 a. C. a Pérdicas con Antípatro, Crátero, Antígono y Ptolomeo. El conflicto estalló realmente entre los diádocos después de que Ptolomeo desviase la prestigiosa momia de Alejandro hacia Alejandría. La coalición teme también las ambiciones de Pérdicas, que se enfrentó a Antípatro al negarse a desposar a su hija, Nicea, en favor de Cleopatra, la hermana de Alejandro. En 321a.C., Pérdicas marcha sobre Egipto; fracasa al cruzar el Nilo y muere asesinado por Seleuco y Pitón, sus propios oficiales. En ese mismo momento Eumenes de Cardia, el principal aliado de Pérdicas, defiende Asia Menor del derrotado Crátero.
Tras la muerte de Pérdicas, se revisa parcialmente la distribución de los poderes en el pacto de Triparadiso. El principal cambio en las satrapías se refiere a Seleuco, que obtiene Babilonia. Antípatro es designado épimélète (‘protector’) de los reyes y conserva la regencia de Macedonia; Antígono se vuelve «estratega de Asia» a cambio de vencer a Eumenes de Cardia, lo que hace en 316 a. C.

### Los diádocos
Los diádocos son los generales de Alejandro que se repartieron su herencia. Conviene sin embargo distinguir a los generales que nunca han obtenido el título real (Pérdicas, Antípatro, Crátero, Eumenes de Cardia, etcétera) y a las sátrapas que llegaron a hacerse declarar reyes (Antígono, Ptolomeo y Seleuco). Lisímaco, rey de Tracia, fue vencido por Seleuco y no llegó a fundar dinastía. Las distintas partes del imperio de Alejandro —por su parte occidental— ya no se reunirán bajo un mismo rey durante dos siglos, hasta la llegada del Imperio romano.

### Los antigónidas
Los antigónidas forman una dinastía que reinó sobre Macedonia entre 277 y 167 a. C. A la muerte de Alejandro Antígono I Monóftalmos recibió Frigia, Licia y el Panfilia. Designado «estratega de Asia» por Antípatro, extiende a su imperio a una parte de Grecia, a Asia Menor y a Siria. Fue derrotado en la batalla de Ipsos en 301 a. C. En consecuencia, su hijo Demetrio I es expulsado de Macedonia por Lisímaco y Pirro. Es Antígono II Gónatas, nieto de Antógono, quien llega a hacerse declarar rey de Macedonia en 277 a. C. a raíz de su victoria contra los celtas.

### Los lágidas
Ptolomeo, uno de los principales generales de Alejandro, se apropia a la muerte de este la satrapía de Egipto, sobre la cual parecía tener ambiciones desde un momento anterior. Es el primer soberano de la dinastía lágida, así llamada en alusión a su padre, Lagos. Ptolomeo se convierte en faraón bajo el nombre de Ptolomeo I Sóter (‘salvador’) a partir del 305 a. C. Esta dinastía faraónica, la última, se extingue en el año 30 a. C. con el suicidio de Cleopatra VII y la llegada de la soberanía romana. Durante el período lágida, dieciséis faraones (entre ellos dos mujeres) se suceden sobre el trono de Egipto, con el principal objetivo hacer resurgir la gloria pasada del país.

### Los seléucidas
Los seléucidas son los herederos de Seleuco a quien corresponde en primer lugar Babilonia y luego la antigua Siria. Emprende numerosas campañas militares y extiende más tarde su soberanía sobre una gran parte de las satrapías orientales (Pérside, Media, Susiana, Sogdiana, etcétera). Los seléucidas son junto a los lágidas la más potente de las dinastías hereditarias que se reparten al imperio de Alejandro. Los conflictos fueron por otra parte numerosos entre ambas. En particular, se cuentan seis Guerras Sirias por la posesión de Celesiria. Sin embargo, el Imperio seléucida no consiguió mantener sus muy extensas posesiones, tomada atenazadas entre el partos del este, y los romanos y atálidas al oeste. Desde el siglo II a. C. el Imperio se reduce a Siria, que se convierte en una provincia romana a partir del 64 a. C.